# Копєйкін Антон Геннадійович
Анто́н Генна́дійович Копє́йкін (рос. Антон Геннадьевич Копейкин; 6 червня 1977, Бєлгород — 22 червня 2020, Сирія) — російський офіцер, підполковник ФСБ. Герой Російської Федерації (посмертно).

## Біографія
У 1984—1992 роках навчався у Центрі освіти № 1 (гімназії № 1), потім закінчив середню школу в Бєлгороді, педагогічний коледж (з червоним дипломом), Бєлгородський юридичний інститут МВС Росії. Активно займався спортом, у тому числі легкою атлетикою.
Проходив службу у складі митних органів, у 2000—2001 роках у СОБР УОП УВС у Бєлгородській області, потім на посаді снайпера 7-го відділу Управління «В» («Вимпел») Центру спеціального призначення (ЦСП) ФСБ Росії. Брав участь у бойових діях на Північному Кавказі, також перебував у двомісячному відрядженні з охорони посольства Росії в Афганістані.
Учасник інтервенції в Сирію. Загинув у бою.
Похований на Ніколо-Архангельському кладовищі Москви.

## Нагороди
- Герой Російської Федерації (2020, посмертно);
- два ордени Мужності;
- Медаль «За відвагу»